# Holbeck (West Yorkshire)
Holbeck is een wijk in Leeds, West Yorkshire, Engeland.
De wijk ligt aan de zuidelijke rand van het centrum van de stad Leeds.
De Leeds and Liverpool Canal loopt door Holbeck.